# Crotalaria milneana
Crotalaria milneana är en ärtväxtart som beskrevs av Rudolf Wilczek. Crotalaria milneana ingår i släktet sunnhampor, och familjen ärtväxter. Inga underarter finns listade i Catalogue of Life.